# Клод Ліфант
Клод Ліфа́нт (фр. Claude Lifante) — французький інженер та дизайнер. Відомий за своє захоплення лазерною індустрією. Навесні 1981 плідно розпочав працювати над удосконаленням лазерного дизайну і меж його вжитку у побуті. Разом із Бернардом Шайнером був одним із розробників променевої арфи. Брав участь у кількох мистецьких заходах, де демонстрував всілякі можливості гри на лазерній арфі. Наразі проживає на півдні Франції у місті Монтобан, де працює у компанії Profil Productions лазерним інженером (інженером по світлу).
Починаючи з 1982 аж до 2014 року спільно з Жан-Мішель Жарром випустив ряд авдіозаписів на вінілових пластинках та дисках. Останньою працею є альбом The Concerts In China на 2 CD дисках, що був презентований у 2014 році за підтримки фірм звукозапису Sony Music, Disques Dreyfus та BMG.
На одному з концертів у залі Paris La Défense Arena Жан-Мішель Жарр використав променеву арфу Клода Ліфанте, спеціально сконструйовану для цього виступу.